# ラーニングピラミッド
ラーニングピラミッド（英語: Learning pyramid）は、一般的な学習モデルのグループであり、様々な種類の学習から誘導される異なる学習内容の保持の程度に関連する表現である。一般的には、「学習ピラミッド」内のパーセンテージと個別の層を介しているように表現される。それぞれの割合は、10％、20％、30％、50％、90%の値になっているが、そのパーセンテージの根拠はない。
また、ラーニングピラミッドは、「学習の円錐」、「経験の円錐」、「保持円錐」、「保持のピラミッド」、「学習ピラミッド」とも呼ばれている。

## 概要
最も初期に見られるそのような表現は、1954年に出版された『Audio-Visual Methods in Teaching（視聴覚法の教授法）』という本に由来すると考えられている。ピラミッドモデルは、1960年代初頭にメイン州ベセルにあるアメリカ国立訓練研究所の本部があるキャンパスで開発されたが、当初の内部研究は失われている。この国立訓練研究所（NTL）の学習ピラミッドモデルは、今でもこの概念の中心的表現となっており、そこから多数のモデルが描かれている。このNTLのモデルは、通常、次のように表示されている。

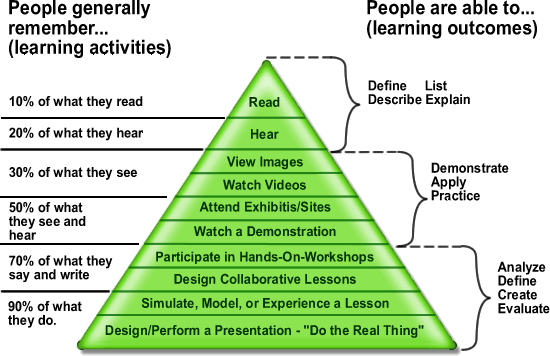
学習ピラミッドまたは学習円錐

| 保持率 | 知識テスト前に行われた学習活動       |
| ------ | ------------------------------------ |
| 90％   | 他の人に教える /すぐに使用する。     |
| 75％   | 学んだことを実践する。               |
| 50％   | グループディスカッションに参加する。 |
| 30％   | デモンストレーションを見る。         |
| 20％   | 視聴覚体験。                         |
| 10％   | 読書をする。                         |
| 5％    | 講義を聞く。                         |

## 批判
デールの経験の円錐といった初期のモデルに対する批判が出てきている。批評者は保持研究における最新の技術と学習ピラミッドと間で矛盾があることを報告した。以前のNLTの学習ピラミッド研究は失われ、この分野はほとんど未知の質の未知の方法論に立脚している。加えて時間や試験での母集団などの影響力のあるパラメータの未知の緩和によって、元の研究の結果を信頼できないものになっている。
アメリカのラドフォード大学情報リテラシー・アウトリーチ部門長のキャンディス・ベンジェス・スモールと、インストラクション・ライブラリアンのアリッサ・アーチャーによると、ラーニングピラミッドはもともと理論モデルで、後に著者の意図に反して実践的なモデルと捉えられ、具体的なパーセンテージについて根拠がないまま付け加えられたものであるという。ラーニングピラミッドは根拠がないものの、今でも引用がされたり、用いられたりすることがあるので「ゾンビ学習理論」と批判されている。